# 1512
El 1512 (MDXII) fou un any de traspàs començat en dijous que pertany a l'edat moderna.

## Esdeveniments
- Ferran II conquesta el Regne de Navarra, possessió del Regne de França, i l'incorpora a la corona de Castella (fins al 1515).
- S'acaba de pintar la Volta de la Capella Sixtina
- Celebració de les Corts de Montsó (1512)
- Inici del Concili del Laterà V
- Ticià pinta l'Al·legoria de les tres edats de la vida
- Batalla de Ravenna (1512)
- Inici del regnat de Selim I a l'Imperi Otomà[1]

## Naixements
- 5 de març, Rupelmonde, Comtat de Flandes: Gerardus Mercator, cartògraf flamenc (m. 1594).[2]
- 25 de juliol, Toledo, Diego Covarrubias y Leiva, bisbe i polític castellà.

## Necrològiques
- Francesc Vicent, autor d'un tractat d'escacs
- Amerigo Vespucci, navegant